# USA Today
USA Today er en amerikansk avis, grundlagt i 1982 i Arlington, Virginia. Avisen er den eneste landsdækkende avis i USA. Dens daglige oplag marts – september 2009 var 1.900.116.
Avisen, der er den eneste landsdækkende avis i USA, udkom oprindeligt i tabloidformat, men trykkes i dag i broadsheetformat. Fra starten udkom USA Today fra starten med mange billeder og grafik i farver og skilte sig således kraftigt ud fra konkurrenterne Wall Street Journal og New York Times.
Dens oplag blandt engelsksprogede dagblade overgås på verdensplan kun af The Times of India.